# Willem I của Hà Lan
Willem I (tiếng Hà Lan: Willem Frederik; 24 tháng 8 năm 1772 – 12 tháng 12 năm 1843) là vua của Hà Lan, kiêm Đại công tước của Luxembourg từ năm 1815 cho đến khi ông thoái vị vào năm 1840.
Willem là con trai của Willem V xứ Oranje, stadtholder cuối cùng của Cộng hòa Hà Lan và Wilhelmine của Phổ. Trong chiến dịch Flanders, ông chỉ huy quân Hà Lan và chiến đấu chống lại cuộc xâm lược của Pháp. Gia đình ông phải sống lưu vong ở London vào năm 1795 sau Cách mạng Batavia. Để đền bù cho việc mất tài sản của cha mình ở các quốc gia vùng đất thấp, Willem được bổ nhiệm làm người cai trị Thân vương quốc Nassau-Orange-Fulda mới được thành lập vào năm 1803. Khi Hoàng đế Napoléon xâm chiếm Đức vào năm 1806, Willem đã chiến đấu theo phe Vương quốc Phổ và bị phế truất bởi người Pháp, sau khi họ giành chiến thắng. Với cái chết của cha mình vào năm 1806, ông trở thành Thân vương xứ Oranje và người cai trị Thân vương quốc Orange-Nassau, lãnh thổ này cũng mất cùng năm sau khi Đế chế La Mã Thần thánh tuyên bố giải thể và sau đó là thành lập Liên bang Rhein. Ông sống lưu vong những năm sau đó ở Phổ. Năm 1813, sau thất bại của Napoléon tại Trận Leipzig, lãnh thổ Oranje-Nassau được trao lại cho Willem; ông cũng chấp nhận lời đề nghị trở thành Thân vương của Thân vương quốc Chủ quyền Liên hiệp Hà Lan.
Willem tự xưng là Vua của Hà Lan vào năm 1815. Cùng năm đó, ông ký một hiệp ước với Vua Friedrich Wilhelm III của Phổ, trong đó ông nhượng Oranje-Nassau cho Phổ để đổi lấy việc trở thành Đại công tước của Luxembourg. Với tư cách là vua, ông đã thông qua hiến pháp mới, chủ trì việc canh tân kinh tế và công nghiệp mạnh mẽ, thúc đẩy thương mại và thành lập các trường đại học Leuven, Ghent và Liège. Việc áp đặt đức tin Nhà thờ Cải cách Hà Lan, cũng như cảm giác bất bình đẳng về kinh tế, đã gây ra sự bất bình lan rộng ở các tỉnh phía Nam và dẫn đến sự bùng nổ của Cách mạng Bỉ năm 1830. Willem đã thất bại trong việc dập tắt cuộc nổi dậy và vào năm 1839, ông đã chấp nhận độc lập của Bỉ theo Hiệp ước Luân Đôn (1839).
Việc Willem không tán thành những thay đổi trong hiến pháp, sự mất mát lãnh thổ khi Bỉ li khai và ý định kết hôn với Henrietta d'Oultremont, một người Công giáo La Mã, đã dẫn đến quyết định thoái vị của ông vào năm 1840. Con trai cả của ông lên ngôi với vương hiệu là Willem II. Cựu vương Willem I tạ thế năm 1843 tại Berlin, kinh đô của Vương quốc Phổ ở tuổi 71.

## Thân vương xứ Oranje
Cha mẹ của Vua Willem I là Willem V xứ Oranje, người nắm giữ tước vị stadtholder cuối cùng của Cộng hòa Hà Lan, và vợ ông là Wilhelmine của Phổ. Cho đến năm 1806, William được chính thức gọi là Willem VI, Thân vương xứ Oranje-Nassau,[a] và từ năm 1806 đến 1813 còn được gọi là Thân vương xứ Oranje. Tại Berlin vào ngày 1 tháng 10 năm 1791, Willem kết hôn với người chị họ của mình là (Friederike Luise Wilhelmine của Phổ, sinh ra ở Potsdam. Cô là con gái của Vua Friedrich Wilhelm II của Phổ. Sau khi Wilhelmina qua đời năm 1837, William kết hôn với nữ bá tước Henrietta d'Oultremont (28 tháng 2 năm 1792, tại Maastricht – 26 tháng 10 năm 1864, tại Schloss Rahe), lập làm Nữ bá tước xứ Nassau, vào ngày 17 tháng 2 năm 1841, cũng tại Berlin, và cuộc hôn nhân thứ hai chính là quý tiện kết hôn.